# Suusaari (ö i Södra Savolax)
Suusaari är en ö i Finland. Den ligger i sjön Pihlajavesi och i kommunen Sulkava i den ekonomiska regionen  Nyslotts ekonomiska region  och landskapet Södra Savolax, i den södra delen av landet, 250 km nordost om huvudstaden Helsingfors. Öns area är 3,3 hektar och dess största längd är 290 meter i nord-sydlig riktning.